# Айфельпарк
Айфельпарк (нем. Eifelpark) — парк дикой природы и отдыха в Гондорфе недалеко от Битбурга в горах Айфель в Германии.

## История
В 1964 году Айфельпарк был впервые открыт под названием Hochwildpark Eifel («Парк дикой природы Айфель-Маунтин»), как первый в Германии заповедник дикой природы под открытым небом. С появлением в парке бурых медведей в 1969 году Берлин взял на себя спонсорство по уходу за ними. В 1975 году тогдашний премьер-министр Рейнланд-Пфальца Гельмут Коль открыл новый парк горный парк дикой природы в Айфельпарке. В последующие годы были созданы другие развлекательные зоны (такие как райские горки, американские горки, Айфель-экспресс, всепогодное катание на санях и т. д.). С 2004 года Айфельпарк, который до этого момента управлялся вместе с парком Курпфальц и Панорама-парком из Хана (неподалеку от Дюссельдорфа).
В начале 2009 года шесть вольеров канадских восточных волков были отстроены рядом с восстановленным медвежьим ущельем.
В декабре 2012 года спонсор парка объявил о банкротстве.
С 16 октября 2013 года парк приобрел нового владельца и был вновь открыт 5 апреля 2014 года.
В сезоне 2014 года была открыта семейная прогулка Айфель-блиц, американские горки «Большое яблоко», а также различные развлечения на автодромах, каруселях и другие аттракционы. Кроме того, все было тщательно отреставрировано, а в зоопарк были вложены немалые финансовые средства. В 2015 году были добавлены дополнительные аттракционы: Gondorf Pirate Fight и Eifel Water Hunt.

## Аттракционы
- Горный парк дикой природы (Bergwildpark), (более 200 животных) с медвежьим ущельем и вольерами для рысей, канадских восточных волков, кабанов, оленей и ланей
- Айфель-экспресс (автопоезд)
- Зоопарк с горными козлами
- Лесные образовательные тропы
- Eifel Coaster (всепогодное катание на санях), длина 1050 м.
- Семейные американские горки, длина 126 м, максимальная скорость 30 км/ч
- Детская площадка
- 2 автодрома
- Водные скутеры
- Пони-экспресс
- Конная карусель
- Детская карусель
- Банджи-батут
- Мини-гольф
- Надувной замок и батут
- Горка свободного падения с уклоном 60 %, длиной 40 м.
- Изогнутая труба с волнами
- Надувные подушки
- Флигенпильц
- Лабиринт
- Многочисленные игровые парки
- Водные велосипеды
- Электромобили

## Шоу
В лесном театре ставятся три разных спектакля:
- Свободное летное шоу хищных птиц с участием орлов, соколов и сов
- Кукольный театр на горной станции
- Ежедневное кормление животных